# لئا ماساری
لئا ماساری (ایتالیایی: Lea Massari؛ زادهٔ ۳۰ ژوئن ۱۹۳۳) هنرپیشه اهل ایتالیا است.
از فیلم‌ها یا برنامه‌های تلویزیونی که وی در آن نقش داشته‌است می‌توان به ماجرا، آلونسانفان و ترس روی شهر اشاره کرد.